# 424
Cette page concerne l'année 424  du calendrier julien. Pour l'année 424 av. J.-C., voir 424 av. J.-C. Pour le nombre 424, voir 424 (nombre).
L'année 424 est une année bissextile qui commence un mardi.

## Événements
- 16 janvier[1],[2] : début du règne en Chine du Nord de Taiwudi, de son nom personnel Tuoba Tao (T'o-pa T'ao) (424-452), roi Tabghatch des Wei du Nord. Il organise successivement des raids contre les Avars (Ruanruan ou Jouan-Jouan) du Gobi et contre l’empire de Nankin. Il impose son autorité sur toute la Chine du Nord[3].
- Printemps[4] : le synode de Markabta proclame l'autonomie canonique de l’Église de l'Orient par rapport au Siège d'Antioche, sous la direction d'un Catholicos, alors Mar Dadisho Ier, qui a son siège dans Séleucie-Ctésiphon la capitale de l'empire sassanide[5].
- 23 octobre : le futur empereur d'Occident Valentinien III est nommé César à Thessalonique[6].
- Vers 424, le roi des Huns Rugas déplace son siège dans la région de la Tisza médiane. Il signe après 424 un traité de paix avec les Romains orientaux et obtient le versement d’un tribut annuel de 350 livres d’or[7].
- 424-425 : soumission des Gépides par les Huns, qui exterminent les familles royales et dirigeantes qui ne se sont pas rendues sans condition. La noblesse gépide en fuite cache des trésors (Szilágysomlyó, Ormôd/Brestov, Gelénes)[7].
- Le préfet du prétoire des Gaules Exuperantius est tué à Arles dans une révolte de soldats, d'après la Chronique de Prosper d'Aquitaine[8].